# Балыклейский сельсовет
Балыклейский сельсовет — муниципальное образование со статусом сельского поселения в Инжавинском районе Тамбовской области.
Административный центр — село Балыклей.

## История
В соответствии с Законом Тамбовской области от 17 сентября 2004 года № 232-З установлены границы муниципального образования и статус сельсовета как сельского поселения.

## Население
| 2010 | 2012  | 2013  | 2014  | 2015 | 2016 | 2017 |
| ---- | ----- | ----- | ----- | ---- | ---- | ---- |
| 1077 | ↘1044 | ↘1022 | ↘1005 | ↘969 | ↘940 | ↘911 |
| 2018 | 2019  | 2020  | 2021  |      |      |      |
| ↘897 | ↘853  | ↘823  | ↗827  |      |      |      |

## Состав сельского поселения
| № | Населённый пункт | Тип населённого пункта       | Население |
| - | ---------------- | ---------------------------- | --------- |
| 1 | Балыклей         | село, административный центр | ↘683      |
| 2 | Екатеринополье   | село                         | ↘225      |
| 3 | Юбилейный        | посёлок                      | ↘169      |

### Упразднённые населённые пункты
Посёлок отделения Калугинское